# Xã Union, Quận Grand Traverse, Michigan
Xã Union (tiếng Anh: Union Township) là một xã thuộc quận Grand Traverse, tiểu bang Michigan, Hoa Kỳ. Năm 2010, dân số của xã này là 405 người.